# Stucklistock
Stucklistock är en bergstopp i Schweiz.   Den ligger i kantonen Uri, i den centrala delen av landet, 80 km öster om huvudstaden Bern. Toppen på Stucklistock är 3 313 meter över havet, eller 122 meter över den omgivande terrängen. Bredden vid basen är 0,28 km.
Terrängen runt Stucklistock är huvudsakligen mycket bergig. Närmaste större samhälle är Engelberg, 13,3 km nordväst om Stucklistock. 
Trakten runt Stucklistock består i huvudsak av gräsmarker. Runt Stucklistock är det glesbefolkat, med 9 invånare per kvadratkilometer.